# 13e étape du Tour d'Italie 2019
Pour un article plus général, voir Tour d'Italie 2019.
La 13e étape du Tour d'Italie 2019 se déroule le vendredi 24 mai 2019, entre Pignerol et Ceresole Reale, sur une distance de 188 km.

## Parcours
Cette 13e étape du Giro part de Pignerol. Les coureurs doivent dès le 35e km aborder le Colle del Lys puis le Plan del Lupo au kilomètre 126. La descente amène les coureurs dans la montée finale de Ceresole Reale (20 km à 5,9 %) et ses 2 247 m d'altitude.

## Déroulement de la course
Le peloton, composé de 156 coureurs, passe le km 0 à 11 h 39. James Knox, Roger Kluge et Giacomo Nizzolo sont non-partants. Une échappée de 27 coureurs se forme dont font partie Andrey Amador, Héctor Carretero, José Joaquín Rojas, Tony Gallopin, Alexis Vuillermoz, Ion Izagirre, Domenico Pozzovivo, Davide Formolo, Thomas De Gendt, Mikel Nieve, Ilnur Zakarin, Bauke Mollema et Giulio Ciccone. Dans la descente du Colle del Lys, Tao Geoghegan Hart chute et abandonne.
Dans le Plan del Lupo, le groupe d'échappés se réduit fortement alors que dans le peloton les Astana passent à l'offensive. Le porteur du maillot rose est distancé et Giulio Ciccone passe en tête au sommet. Mais le groupe d'échappés ne compte plus qu'une minute d'avance sur le peloton de 11 coureurs et le maillot rose revient à l'avant. Fausto Masnada est le premier à attaquer à 30 kilomètres de l'arrivée, suivi par 4 coureurs. Dans le groupe du maillot rose, l'équipe Movistar prend le relais d'Astana et l'écart remonte.
Au pied de la montée finale, les échappés ont 35 secondes sur les poursuivants et 2 minutes 30 sur le groupe maillot rose. Les poursuivants réussissent à rentrer rapidement sur les échappés. Dans le groupe des favoris, Damiano Caruso roule pour Bahrain-Merida alors que Bob Jungels et Hugh Carthy sont lâchés. Ils ne sont plus que quatre devant : Bauke Mollema, Giulio Ciccone, Ilnur Zakarin et Mikel Nieve. Dans le groupe des favoris, Mikel Landa attaque alors que Simon Yates et Jan Polanc sont en difficulté. Landa est aidé par ses coéquipiers Andrey Amador et Héctor Carretero. Le Colombien Miguel Ángel López est victime d'un problème mécanique, change de vélo et se retrouve avec Yates. Mikel Landa est désormais seul à la poursuite du quatuor de tête qui devient un trio puisque Mollema est lâché. Dans le groupe des favoris, Domenico Pozzovivo et Davide Formolo ayant terminé de travailler pour les leaders, c'est Vincenzo Nibali qui accélère le rythme, suivi par Rafał Majka, Richard Carapaz et Pavel Sivakov alors que Primož Roglič et Vincenzo Nibali se marquent. En tête de course, Ilnur Zakarin remporte la victoire après avoir lâché Mikel Nieve. Landa passe la ligne en troisième position à 1 minute 19. Primož Roglič et Vincenzo Nibali passent la ligne à 2 minutes 57, Simon Yates et Miguel Ángel López terminent un peu plus loin. Jan Polanc perd du temps mais conserve son maillot rose, Giulio Ciccone reprend la première place du classement de la montagne et Pavel Sivakov prend le maillot blanc du meilleur jeune.

## Résultats

### Classement de l'étape
| \| Classement de l'étape \| Classement de l'étape \| Classement de l'étape \| Classement de l'étape \| Classement de l'étape \| \| Coureur \| Coureur \| Pays \| Équipe \| Temps \| \| --------------------- \| --------------------- \| --------------------- \| --------------------- \| --------------------- \| \| 1er \| Ilnur Zakarin \| Russie \| Katusha-Alpecin \| 5 h 34 min 40 s \| \| 2e \| Mikel Nieve \| Espagne \| Mitchelton-Scott \| + 35 s \| \| 3e \| Mikel Landa \| Espagne \| Movistar Team \| + 1 min 20 s \| \| 4e \| Richard Carapaz \| Équateur \| Movistar Team \| + 1 min 38 s \| \| 5e \| Bauke Mollema \| Pays-Bas \| Trek-Segafredo \| + 1 min 45 s \| \| 6e \| Rafał Majka \| Pologne \| Bora-Hansgrohe \| + 2 min 07 s \| \| 7e \| Primož Roglič \| Slovénie \| Team Jumbo-Visma \| + 2 min 57 s \| \| 8e \| Vincenzo Nibali \| Italie \| Bahrain-Merida \| + 2 min 57 s \| \| 9e \| Pavel Sivakov \| Russie \| Team Ineos \| + 3 min 34 s \| \| 10e \| Davide Formolo \| Italie \| Bora-Hansgrohe \| + 3 min 50 s \| |                 |          |                  |                 |
| |                 |          |                  |                 |
| Source : ProCyclingStats |                 |          |                  |                 |
| Classement de l'étape |                 |          |                  |                 |
| Coureur | Coureur         | Pays     | Équipe           | Temps           |
| 1er | Ilnur Zakarin   | Russie   | Katusha-Alpecin  | 5 h 34 min 40 s |
| 2e | Mikel Nieve     | Espagne  | Mitchelton-Scott | + 35 s          |
| 3e | Mikel Landa     | Espagne  | Movistar Team    | + 1 min 20 s    |
| 4e | Richard Carapaz | Équateur | Movistar Team    | + 1 min 38 s    |
| 5e | Bauke Mollema   | Pays-Bas | Trek-Segafredo   | + 1 min 45 s    |
| 6e | Rafał Majka     | Pologne  | Bora-Hansgrohe   | + 2 min 07 s    |
| 7e | Primož Roglič   | Slovénie | Team Jumbo-Visma | + 2 min 57 s    |
| 8e | Vincenzo Nibali | Italie   | Bahrain-Merida   | + 2 min 57 s    |
| 9e | Pavel Sivakov   | Russie   | Team Ineos       | + 3 min 34 s    |
| 10e | Davide Formolo  | Italie   | Bora-Hansgrohe   | + 3 min 50 s    |

## Classements à l'issue de l'étape

### Classement général
| \| Classement général \| Classement général \| Classement général \| Classement général \| Classement général \| \| Coureur \| Coureur \| Pays \| Équipe \| Temps \| \| ------------------ \| ------------------ \| ------------------ \| ------------------ \| ------------------ \| \| 1er \| Jan Polanc \| Slovénie \| UAE Team Emirates \| 54 h 28 min 59 s \| \| 2e \| Primož Roglič \| Slovénie \| Team Jumbo-Visma \| + 2 min 25 s \| \| 3e \| Ilnur Zakarin \| Russie \| Katusha-Alpecin \| + 2 min 56 s \| \| 4e \| Bauke Mollema \| Pays-Bas \| Trek-Segafredo \| + 3 min 06 s \| \| 5e \| Vincenzo Nibali \| Italie \| Bahrain-Merida \| + 4 min 09 s \| \| 6e \| Richard Carapaz \| Équateur \| Movistar Team \| + 4 min 22 s \| \| 7e \| Rafał Majka \| Pologne \| Bora-Hansgrohe \| + 4 min 28 s \| \| 8e \| Mikel Landa \| Espagne \| Movistar Team \| + 5 min 08 s \| \| 9e \| Pavel Sivakov \| Russie \| Team Ineos \| + 7 min 13 s \| \| 10e \| Miguel Ángel López \| Colombie \| Astana \| + 7 min 48 s \| |                    |          |                   |                  |
| |                    |          |                   |                  |
| Source : ProCyclingStats |                    |          |                   |                  |
| Classement général |                    |          |                   |                  |
| Coureur | Coureur            | Pays     | Équipe            | Temps            |
| 1er | Jan Polanc         | Slovénie | UAE Team Emirates | 54 h 28 min 59 s |
| 2e | Primož Roglič      | Slovénie | Team Jumbo-Visma  | + 2 min 25 s     |
| 3e | Ilnur Zakarin      | Russie   | Katusha-Alpecin   | + 2 min 56 s     |
| 4e | Bauke Mollema      | Pays-Bas | Trek-Segafredo    | + 3 min 06 s     |
| 5e | Vincenzo Nibali    | Italie   | Bahrain-Merida    | + 4 min 09 s     |
| 6e | Richard Carapaz    | Équateur | Movistar Team     | + 4 min 22 s     |
| 7e | Rafał Majka        | Pologne  | Bora-Hansgrohe    | + 4 min 28 s     |
| 8e | Mikel Landa        | Espagne  | Movistar Team     | + 5 min 08 s     |
| 9e | Pavel Sivakov      | Russie   | Team Ineos        | + 7 min 13 s     |
| 10e | Miguel Ángel López | Colombie | Astana            | + 7 min 48 s     |

| Classement par points | Classement par points | Classement par points | Classement par points       | Classement par points |
| Coureur               | Coureur               | Pays                  | Équipe                      | Points                |
| --------------------- | --------------------- | --------------------- | --------------------------- | --------------------- |
| 1er                   | Arnaud Démare         | France                | Groupama-FDJ                | 194 pts               |
| 2e                    | Pascal Ackermann      | Allemagne             | Bora-Hansgrohe              | 183 pts               |
| 3e                    | Richard Carapaz       | Équateur              | Movistar Team               | 57 pts                |
| 4e                    | Davide Cimolai        | Italie                | Israel Cycling Academy      | 50 pts                |
| 5e                    | Primož Roglič         | Slovénie              | Team Jumbo-Visma            | 46 pts                |
| 6e                    | Damiano Cima          | Italie                | Nippo-Vini Fantini-Faizanè  | 44 pts                |
| 7e                    | José Joaquín Rojas    | Espagne               | Movistar Team               | 44 pts                |
| 8e                    | Rüdiger Selig         | Allemagne             | Bora-Hansgrohe              | 38 pts                |
| 9e                    | Marco Frapporti       | Italie                | Androni Giocattoli-Sidermec | 34 pts                |
| 10e                   | Fausto Masnada        | Italie                | Androni Giocattoli-Sidermec | 33 pts                |

| Classement par points | Classement par points | Classement par points | Classement par points       | Classement par points |
| Coureur               | Coureur               | Pays                  | Équipe                      | Points                |
| --------------------- | --------------------- | --------------------- | --------------------------- | --------------------- |
| 1er                   | Arnaud Démare         | France                | Groupama-FDJ                | 194 pts               |
| 2e                    | Pascal Ackermann      | Allemagne             | Bora-Hansgrohe              | 183 pts               |
| 3e                    | Richard Carapaz       | Équateur              | Movistar Team               | 57 pts                |
| 4e                    | Davide Cimolai        | Italie                | Israel Cycling Academy      | 50 pts                |
| 5e                    | Primož Roglič         | Slovénie              | Team Jumbo-Visma            | 46 pts                |
| 6e                    | Damiano Cima          | Italie                | Nippo-Vini Fantini-Faizanè  | 44 pts                |
| 7e                    | José Joaquín Rojas    | Espagne               | Movistar Team               | 44 pts                |
| 8e                    | Rüdiger Selig         | Allemagne             | Bora-Hansgrohe              | 38 pts                |
| 9e                    | Marco Frapporti       | Italie                | Androni Giocattoli-Sidermec | 34 pts                |
| 10e                   | Fausto Masnada        | Italie                | Androni Giocattoli-Sidermec | 33 pts                |

| Classement de la montagne | Classement de la montagne | Classement de la montagne | Classement de la montagne   | Classement de la montagne |
| Coureur                   | Coureur                   | Pays                      | Équipe                      | Points                    |
| ------------------------- | ------------------------- | ------------------------- | --------------------------- | ------------------------- |
| 1er                       | Giulio Ciccone            | Italie                    | Trek-Segafredo              | 90 pts                    |
| 2e                        | Ilnur Zakarin             | Russie                    | Katusha-Alpecin             | 42 pts                    |
| 3e                        | Gianluca Brambilla        | Italie                    | Trek-Segafredo              | 40 pts                    |
| 4e                        | Mikel Nieve               | Espagne                   | Mitchelton-Scott            | 28 pts                    |
| 5e                        | Domenico Pozzovivo        | Italie                    | Bahrain-Merida              | 26 pts                    |
| 6e                        | Primož Roglič             | Slovénie                  | Team Jumbo-Visma            | 24 pts                    |
| 7e                        | Damiano Caruso            | Italie                    | Bahrain-Merida              | 19 pts                    |
| 8e                        | Fausto Masnada            | Italie                    | Androni Giocattoli-Sidermec | 18 pts                    |
| 9e                        | Eddie Dunbar              | Irlande                   | Team Ineos                  | 18 pts                    |
| 10e                       | Héctor Carretero          | Espagne                   | Movistar Team               | 18 pts                    |

| Classement de la montagne | Classement de la montagne | Classement de la montagne | Classement de la montagne   | Classement de la montagne |
| Coureur                   | Coureur                   | Pays                      | Équipe                      | Points                    |
| ------------------------- | ------------------------- | ------------------------- | --------------------------- | ------------------------- |
| 1er                       | Giulio Ciccone            | Italie                    | Trek-Segafredo              | 90 pts                    |
| 2e                        | Ilnur Zakarin             | Russie                    | Katusha-Alpecin             | 42 pts                    |
| 3e                        | Gianluca Brambilla        | Italie                    | Trek-Segafredo              | 40 pts                    |
| 4e                        | Mikel Nieve               | Espagne                   | Mitchelton-Scott            | 28 pts                    |
| 5e                        | Domenico Pozzovivo        | Italie                    | Bahrain-Merida              | 26 pts                    |
| 6e                        | Primož Roglič             | Slovénie                  | Team Jumbo-Visma            | 24 pts                    |
| 7e                        | Damiano Caruso            | Italie                    | Bahrain-Merida              | 19 pts                    |
| 8e                        | Fausto Masnada            | Italie                    | Androni Giocattoli-Sidermec | 18 pts                    |
| 9e                        | Eddie Dunbar              | Irlande                   | Team Ineos                  | 18 pts                    |
| 10e                       | Héctor Carretero          | Espagne                   | Movistar Team               | 18 pts                    |

| Classement du meilleur jeune | Classement du meilleur jeune | Classement du meilleur jeune | Classement du meilleur jeune | Classement du meilleur jeune |
| Coureur                      | Coureur                      | Pays                         | Équipe                       | Temps                        |
| ---------------------------- | ---------------------------- | ---------------------------- | ---------------------------- | ---------------------------- |
| 1er                          | Pavel Sivakov                | Russie                       | Team Ineos                   | 54 h 36 min 12 s             |
| 2e                           | Miguel Ángel López           | Colombie                     | Astana                       | + 35 s                       |
| 3e                           | Valentin Madouas             | France                       | Groupama-FDJ                 | + 4 min 11 s                 |
| 4e                           | Hugh Carthy                  | Royaume-Uni                  | EF Education First           | + 5 min 57 s                 |
| 5e                           | Giulio Ciccone               | Italie                       | Trek-Segafredo               | + 12 min 54 s                |
| 6e                           | Eddie Dunbar                 | Irlande                      | Team Ineos                   | + 15 min 29 s                |
| 7e                           | Ben O'Connor                 | Australie                    | Dimension Data               | + 16 min 08 s                |
| 8e                           | Sam Oomen                    | Pays-Bas                     | Team Sunweb                  | + 18 min 16 s                |
| 9e                           | Lucas Hamilton               | Australie                    | Mitchelton-Scott             | + 22 min 40 s                |
| 10e                          | Iván Sosa                    | Colombie                     | Team Ineos                   | + 27 min 49 s                |

| Classement du meilleur jeune | Classement du meilleur jeune | Classement du meilleur jeune | Classement du meilleur jeune | Classement du meilleur jeune |
| Coureur                      | Coureur                      | Pays                         | Équipe                       | Temps                        |
| ---------------------------- | ---------------------------- | ---------------------------- | ---------------------------- | ---------------------------- |
| 1er                          | Pavel Sivakov                | Russie                       | Team Ineos                   | 54 h 36 min 12 s             |
| 2e                           | Miguel Ángel López           | Colombie                     | Astana                       | + 35 s                       |
| 3e                           | Valentin Madouas             | France                       | Groupama-FDJ                 | + 4 min 11 s                 |
| 4e                           | Hugh Carthy                  | Royaume-Uni                  | EF Education First           | + 5 min 57 s                 |
| 5e                           | Giulio Ciccone               | Italie                       | Trek-Segafredo               | + 12 min 54 s                |
| 6e                           | Eddie Dunbar                 | Irlande                      | Team Ineos                   | + 15 min 29 s                |
| 7e                           | Ben O'Connor                 | Australie                    | Dimension Data               | + 16 min 08 s                |
| 8e                           | Sam Oomen                    | Pays-Bas                     | Team Sunweb                  | + 18 min 16 s                |
| 9e                           | Lucas Hamilton               | Australie                    | Mitchelton-Scott             | + 22 min 40 s                |
| 10e                          | Iván Sosa                    | Colombie                     | Team Ineos                   | + 27 min 49 s                |

| Classement par équipes | Classement par équipes      | Classement par équipes | Classement par équipes |
| Équipe                 | Équipe                      | Pays                   | Temps                  |
| ---------------------- | --------------------------- | ---------------------- | ---------------------- |
| 1re                    | Movistar Team               | Espagne                | 163 h 41 min 07 s      |
| 2e                     | Mitchelton-Scott            | Australie              | + 15 min 48 s          |
| 3e                     | EF Education First          | États-Unis             | + 19 min 56 s          |
| 4e                     | Bahrain-Merida              | Bahreïn                | + 23 min 06 s          |
| 5e                     | Trek-Segafredo              | États-Unis             | + 23 min 06 s          |
| 6e                     | Bora-hansgrohe              | Allemagne              | + 23 min 41 s          |
| 7e                     | Ineos                       | Royaume-Uni            | + 25 min 38 s          |
| 8e                     | Astana                      | Kazakhstan             | + 26 min 16 s          |
| 9e                     | Androni Giocattoli-Sidermec | Italie                 | + 38 min 20 s          |
| 10e                    | AG2R La Mondiale            | France                 | + 41 min 49 s          |

| Classement par équipes | Classement par équipes      | Classement par équipes | Classement par équipes |
| Équipe                 | Équipe                      | Pays                   | Temps                  |
| ---------------------- | --------------------------- | ---------------------- | ---------------------- |
| 1re                    | Movistar Team               | Espagne                | 163 h 41 min 07 s      |
| 2e                     | Mitchelton-Scott            | Australie              | + 15 min 48 s          |
| 3e                     | EF Education First          | États-Unis             | + 19 min 56 s          |
| 4e                     | Bahrain-Merida              | Bahreïn                | + 23 min 06 s          |
| 5e                     | Trek-Segafredo              | États-Unis             | + 23 min 06 s          |
| 6e                     | Bora-hansgrohe              | Allemagne              | + 23 min 41 s          |
| 7e                     | Ineos                       | Royaume-Uni            | + 25 min 38 s          |
| 8e                     | Astana                      | Kazakhstan             | + 26 min 16 s          |
| 9e                     | Androni Giocattoli-Sidermec | Italie                 | + 38 min 20 s          |
| 10e                    | AG2R La Mondiale            | France                 | + 41 min 49 s          |

## Abandons
- James Knox (Deuceuninck-Quick Step) : non-partant
- Roger Kluge (Lotto-Soudal) : non-partant
- Giacomo Nizzolo (Dimension Data) : non-partant
- Ignatas Konovalovas (Groupama-FDJ) : abandon
- Mark Renshaw (Dimension Data) : abandon
- Tao Geoghegan Hart (Ineos) : abandon
- Louis Vervaeke (Sunweb) : abandon
- Giovanni Lonardi (Nippo-Vini Fantini-Faizanè) : abandon